# Биста Николе Петровића Пеце у Сомбору
Биста Николе Петровића Пеце постављена 2016. године налази се у Сомбору у реконструисаној пешачкој улици његовог имена - Улици Пеце Петровића.

## Положај и изглед
У Сомбору, у близини значајних установа културе, као и Народног позоришта, налази се Улица Пеце Петровића дуга свега 50 метара, и за њу се може рећи да је уметничка галерија на отвореном простору. Једна цела страна оградног зида улице између Трга Косте Трифковића и Његошеве улице, према основној школи састоји се од вајарских портрета знаменитих позоришних великана: Пеце Петровића, Косте Трифковића и Милке Гргурове-Алексић. Између бисти, у техници зидних мурала, осликани су ликовни портрети знаменитих Сомбораца: Аврама Мразовића, Лазе Костића и Вељка Петровића.
Бронтзана биста Николе Петровића Пеце, истакнутог управника и редитеља сомборског Народног позоришта, је дело сомборског уметника Игора Шетера. Спомен-биста је откривена априла 2016. године. Биста је израђена технологијом хладног ливења бронза - смола.
На стубном постољу споменика, уклесано је:
Коста Трифковић

(1932-1984)

## Никола Петровић Пеца и Сомбор
Никола Петровић Пеца (1932—1984) био је редитељ и дугогодишњи управник сомборског Народног позоришта. Завршио је студије права, а потом и позоришну режију. У Сомбору је најпре радио као редитељ, а потом као управник позоришта. За то време у позоришту је дошло до великог преображаја, што је утицало на то да сомборско позориште уђе у сам врх југословенске сценске уметности. Из Сомбора је отишао у Нови Сад где је радио као директор Драме Српског народног позоришта.